# Paradiestrammena maculata
Paradiestrammena maculata är en insektsart som först beskrevs av Lucien Chopard 1916.  Paradiestrammena maculata ingår i släktet Paradiestrammena och familjen grottvårtbitare. Inga underarter finns listade i Catalogue of Life.